# Konferencija u Bandungu
Konferencija u Bandungu je bila regionalna konferencija koja je završila potpisivanjem završnoga akta 24. travnja 1955. godine. Održana je u Bandungu, Indonezija. Na konferenciji su sudjelovali predstavnici 29 zemalja Afrike i Azije uključujući i Kinu i Japan. Pojedini autori smatraju ovu konferenciju prethodnicom Pokreta nesvrstanih, ali je to ipak bila regionalna konferencija koja se ne može smatrati niti zametkom političkoga ustroja, niti stvaranjem zone ekonomske suradnje.
Završni akt je predviđao stvaranje institucijskoga okvira koji bi radio na razmjeni mišljenja i informacija od zajedničkoga interesa.

## Države i područja sudionici
1. Afganistansko Kraljevstvo
2. Burmanska Unija
3. Cejlon
4. Egipat
5. Etiopija
6. Filipini
7. Indija
8. Indonezija
9. Iransko Carstvo i Država
10. Kraljevstvo Irak
11. Japan
12. Jemensko Kraljevstvo
13. Jordan
14. Kraljevstvo Kambodža
15. Narodna Republika Kina
16. Kraljevstvo Laos
17. Libanon
18. Liberija
19. Libija
20. Nepalsko Kraljevstvo
21. Pakistan
22. Saudijska Arabija
23. Sirijska Republika
24. Sudan (Anglo-egipatski Sudan, pod domaćom upravom)
25. Tajland
26. Turska
27. Demokratska Republika Vijetnam
28. Država Vijetnam (Republika Vijetnam)
29. Zlatna Obala

Konferencija je održana na inicijativu predsjednika Vlada Burme, Cejlona, Indije, Indonezije i Pakistana; imala formalni naziv Azijsko-afrička konferencija, ali je poznatija kao Konferencija u Bandungu. Nazočan je bio i Makarios III. u ime kolonijalnoga Cipra, ali nije potpisao završni dokument.